# Mads Junker
Mads Junker (* 21. April 1981 in Humlebæk bei Kopenhagen) ist ein ehemaliger dänischer Fußballspieler.

## Karriere

### Verein
Junker begann seine Profikarriere 1999 bei Lyngby BK in der dänischen Superliga. Nachdem er zu einigen Einsätzen gekommen war, wurde er zur Folgesaison an den unterklassigen Verein Fremad Amager verliehen. Dort schaffte der Stürmer seinen Durchbruch. Zur Spielzeit 2001/02 kehrte Junker zu Lyngby zurück, wo er fortan zu regelmäßigen Spieleinsätzen kam. Im Sommer 2003 verpflichtete ihn schließlich der dänische Top-Klub Brøndby IF. Nachdem der Angreifer dort aber nur selten eingesetzt wurde, entschieden die BIF-Verantwortlichen, ihn an Ølstykke FC zu verleihen, wo er zu mehr Spielpraxis erlangte und über zwanzig Tore erzielen konnte. 2004 kehrte er nicht zu Brøndby zurück, sondern unterzeichnete ein Angebot bei dem Ligakonkurrenten FC Nordsjælland. Beim FCN gelang Junker dann auch der Durchbruch in der Superliga. Bereits im ersten halben Jahr schoss der Stürmer elf Tore für Nordsjælland. In der Folgezeit lief es jedoch schlechter für Junker. Neben sportlich durchwachsenen Leistungen kam es auch zu Problemen im persönlichen Bereich des Angreifers. So betrog er Teamkameraden im Pokerspiel und stellte sich damit in seinem Klub selbst ins Abseits. Nachdem er die Probleme überwinden konnte und Junker mit einer Geldstrafe belegt wurde, trumpfte er sportlich wieder auf.
Während der Winterpause 2005/06 wechselte er zum niederländischen Eredivisie-Vertreter Vitesse Arnheim, wo er den gegangenen Matthew Amoah ersetzen sollte. Bald schaffte er es in die Startelf. Zu Beginn der neuen Spielzeit verlor Junker seinen Stammplatz dann aber an Anduele Pryor. Wegen dieser Entwicklung dachte er laut über einen Wechsel nach. Vitesse schob dieser Absicht aber einen Riegel vor und ließ den Stürmer nicht ziehen. Im Sommer 2009 lieh ihn der Klub schließlich an Roda JC Kerkrade aus, wo ihm 21 Tore in 34 Spielen gelangen. Damit wurde er hinter Luis Suárez und Bryan Ruiz drittbester Torschütze der Liga. Im Sommer 2010 verpflichtete ihn Roda dann permanent. Das sich dieser Entschluss bezahlt machen sollte, zeigte Junker in der Saison 2010/11, als er zwanzig Treffer erzielte und sein Team damit auf Platz sechs in der Eredivisie schoss. Zudem belegte er hinter Björn Vleminckx und Dmitri Bulykin Platz drei in der Torschützenliste der höchsten niederländischen Spielklasse. 2012 wechselte er nach Belgien zu KV Mechelen.

### Nationalmannschaft
Junker spielte bereits in den Nachwuchsmannschaften des dänischen Verbandes, ehe er erstmals für die A-Nationalmannschaft nominiert wurde. Sein Debüt für diese gab er am 16. August 2006 im Freundschaftsspiel gegen Polen, als er in der 67. Minute für Nicklas Bendtner eingewechselt wurde. Anschließend musste er vier Jahre für seine erneute Berufung warten. Sein bisher einziger Treffer für die Nationalmannschaft gelang dem Stürmer am 11. August 2010 beim 2:2 gegen Deutschland.